# Empalme Villa Constitución
Empalme Villa Constitución es una localidad del departamento Constitución, provincia de Santa Fe, Argentina. Se ubica a 222 km de la ciudad de Santa Fe, sobre la RP 21, a 7 km de la ciudad cabecera departamental: Villa Constitución, a 24 km de San Nicolás de los Arroyos y a 55 km de Rosario.

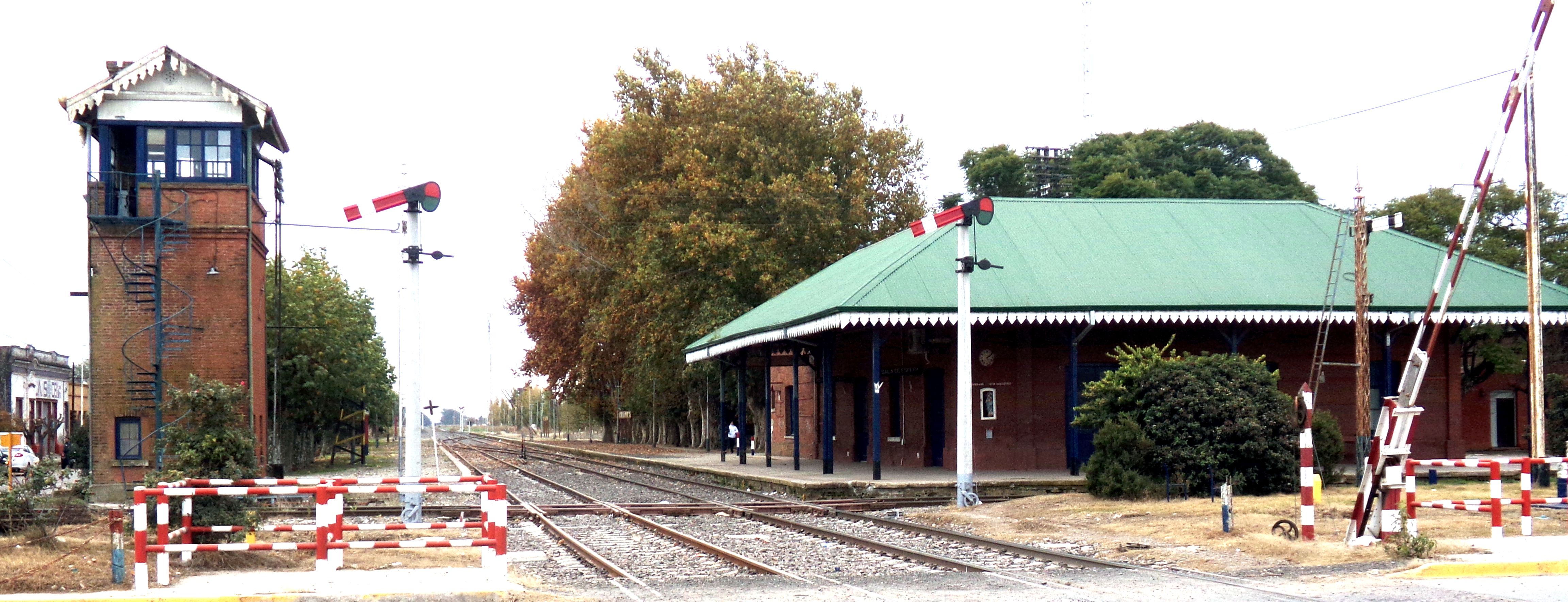
Vista de la estación de trenes de Empalme Villa Constitución

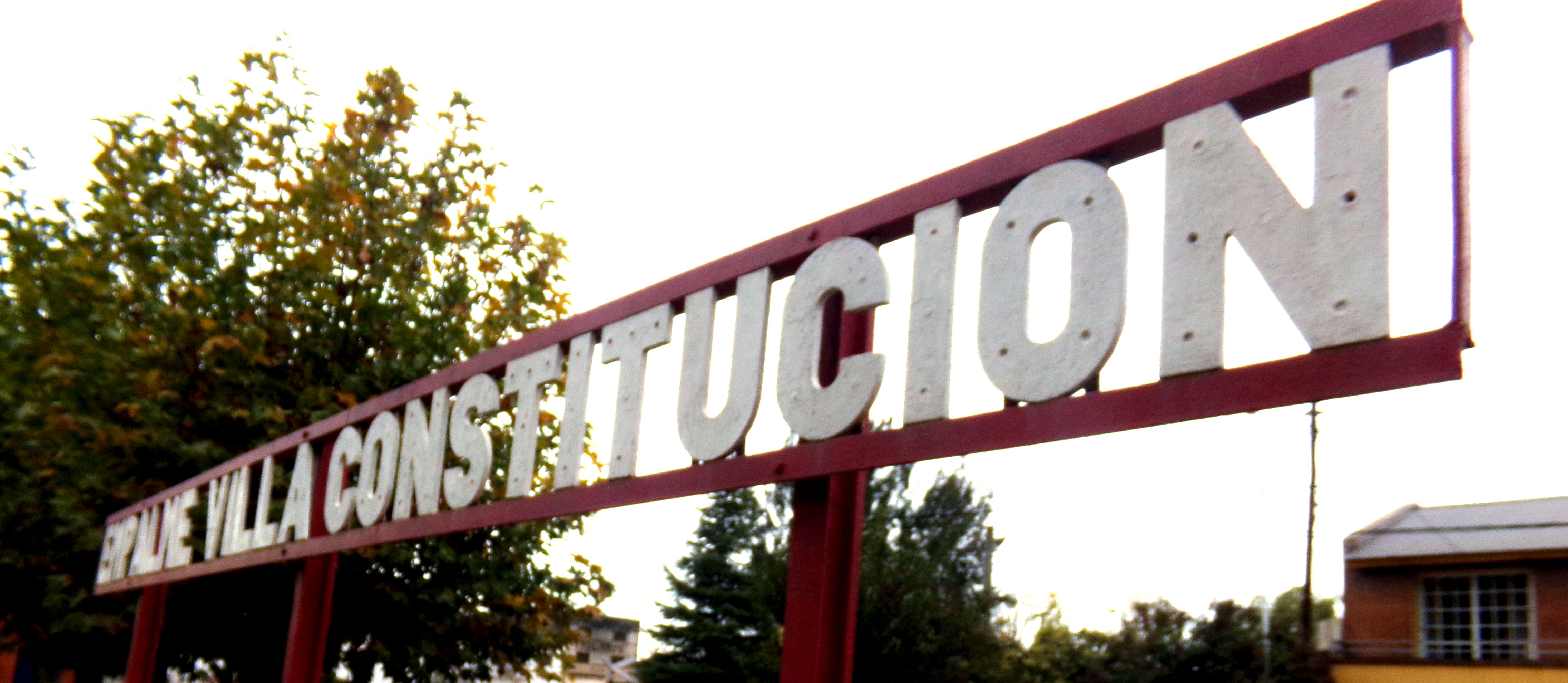
Estación Empalme Villa Constitución

## Datos históricos
- En el año 1857, FFCC que unía Buenos Aires y Rosario habilitó un ramal que posteriormente llegaría a Villa Constitución. El Ferrocarril de Santa Fe a Córdoba, completaba el 30 de abril de 1890 el tendido de la línea férrea Río Cuarto – Villa Constitución. Se constituye asimismo la línea San Urbano - Villa Constitución. Como puede apreciarse el segundo tendido ferroviario cruzó al primero produciéndose un “empalme” que significa unir uno con otros dos ferrocarriles.
- Se considera como fecha de fundación del pueblo el 20 de septiembre de 1890 y no se conoce su fundador.
- Empalme era conocido desde lejanos tiempos por cuatro parajes como: Cañada Calzada de las Cuatro Esquinas, Copa, El Colorado, aparte de Empalme propiamente dicho.
- Fue justamente el cruce de los dos ferrocarriles lo que originó el nombre de Empalme. El agregado de Constitución obedece a un homenaje a la misma, aunque hubo intenciones de llamarla 4 de junio, Julio Verne y Brigadier General Estanislao López, pero en definitiva fue bautizado Empalme Villa Constitución.
- El 11 de noviembre de 1911 nace el Club Atlético Empalme.
- El 20 de agosto de 1920 nace el Club Atlético Empalme Central.
- El 11 de octubre de 1928 se funda la Comuna.
- Diciembre de 1936, se habilita la traza pavimentada de la ruta nacional 9 (actual ruta provincial 21) que conectó a Empalme Villa Constitución con la red de carretera del país.
- La empresa Goliath Hansa S.A. realizó una inversión inicial de 3.350.000 dólares destinados a equipamiento y a la edificación a partir del 15 de septiembre de ese año de una planta industrial de 1,9 ha en la localidad. Mientras tanto, los vehículos eran ensamblados en Rosario. La nueva planta se terminó de construir en 1962, pero no llegó a ser utilizada para la producción..[1]
- El barrio Mitre pertenecía a Empalme, pero en la década del 70 pasó a ser jurisdicción de Pavón.
- Si bien no posee frente fluvial sobre el Paraná, la presencia del Canal Constitución, que atraviesa su jurisdicción, le otorga características paisajísticas y representa una defensa hídrica de relevancia.
- El 27 de mayo de 2015 se inaugura en Empalme una de las 22 Centrales Sistema de Emergencia y Traslados SET 107 micro regionales de la Red de Sistema de Salud de la provincia de Santa Fe. (SIES)
- En junio del 2017 la firma del convenio para la reconstrucción del puente Romanello se rubricó entre el presidente comunal Raúl Ballejos y el ministro de Infraestructura y Transporte, José Garibay. La obra, contó con un presupuesto oficial de $ 6,722,655,29 y un plazo de ejecución de 6 meses, y tenía como objetivo disminuir los riesgos de inundación en la localidad. El 22 de diciembre de 2017 el puente Acceso Romanello se habilitó al tránsito; aunque se recomendó desde aquel momento que el paso sobre el mismo fuera con precaución porque se debían continuar con obras en la zona. El 21 de marzo de 2018 se inaugura oficialmente el nuevo puente Roberto Romanello con la presencia del gobernador de la provincia Miguel Ángel Lifschitz.
- El 25 de mayo de 2019 nace el Club Atlético Tigre Overo.
- Su actual presidente comunal Raúl Ballejos asumió en 2007 y fue reelecto en 6 ocasiones. (2007-2009, 2009-2011, 2011-2013, 2013-2015, 2015-2017, 2017-2019 y 2019 hasta la actualidad).

Actualmente ganó las elecciones Facundo Stizza que gobernará desde 2023 hasta 2025

## Geografía

### Población
Cuenta con 6,410 habitantes (Indec, 2010), lo que representa un incremento del 9% frente a los 5,890 habitantes (Indec, 2001) del censo anterior.
Forma un aglomerado urbano junto a la localidad de Barrio Mitre de la comuna de Pavón, el cual se denomina Empalme Villa Constitución - Barrio Mitre y cuenta con una población total de 7,057 habitantes (Indec, 2010).
| Gráfica de evolución demográfica de Empalme Villa Constitución entre 1991 y 2010 |
|                                                                                  |
| Fuente: Censos nacionales del INDEC                                              |

### Características Naturales
El clima de Empalme Villa Constitución es Templado Pampeano, con una temperatura media de 18 y 22 grados centígrados. El relieve de Empalme Villa Constitución es llano, y sus tierras son muy fértiles y aptas para el cultivo, principalmente de soja. Empalme Villa Constitución no posee salida a ningún río ni Arroyo, pero está conectada al canal Constitución. 

### Sismicidad
El último cimbronazo fue a las 3.20 UTC-3 del 5 de junio de 1888 (ver terremoto del Río de la Plata en 1888). La región responde a las subfallas «del río Paraná», y «del río de la Plata», y a la falla de «Punta del Este», con sismicidad baja; y su última expresión se produjo hace 132 años, con una magnitud aproximadamente de 4,5 en la escala de Richter

### Ubicación
Empalme Villa Constitución está ubicado a:
- 7 km de Villa Constitución
- 17,9 km de Arroyo Seco
- 23,8 km de San Nicolás de los Arroyos
- 56,4 km de Rosario
- 125,7 km de Victoria
- 224,9 km de la ciudad de Santa Fe
- 253,1 km de Buenos Aires
- 310,9 km de La Plata
- 452,9 km de la Ciudad de Córdoba
- 490,8 km de Villa Carlos Paz
- 613,6 km de San Bernardo del Tuyú
- 628,8 km de Villa Gesell
- 667,8 km de Mar del Plata

## Transporte público

### Ómnibus
Empalme Villa Constitución se conecta con Rosario, San Nicolás y Villa Constitución mediante algunas líneas de transporte de pasajeros explotadas por Rosario Bus. 

### Ferroviario
También, el transporte ferroviario es de importancia, ya que la estación es una parada intermedia en el servicio Retiro - Rosario Norte del Ferrocarril General Bartolomé Mitre operado por SOFSE. En octubre de 2021, se empezó a avanzar en gestiones para el establecimiento de un servicio regional entre Villa Constitución y Rosario, operado por SOFSE también.

## Instituciones

### Asociaciones Civiles
- Asociación Civil de Bomberos Voluntarios de Empalme
- CEATE
- Centro de Jubilados

### Bibliotecas
- Biblioteca Popular Cervantes

### Centros Culturales
- Estación de la Cultura

### Deportes
- Club Atlético Empalme
- Club Atlético Empalme Central
- Club Atlético Tigre Overo

### Educación
- Jardín de infantes N.º 231 Camino de Las Moras
- Escuela primaria N.º 644 Bartolomé Mitre
- Escuela primaria N.º 6013 Dr. Zenón Martínez
- Escuela de enseñanza media N.º 234 Justo José de Urquiza
- Escuela de educación Técnica N.º 454 "Dr. Manuel Araujo"
- Escuela de Educación Media para Adultos - E.E.M.P.A N.º 1245

### Religión
- Parroquia Santa Teresita
- Capilla Medalla Milagrosa
- Jesucristo Pan de Vida
- Salón del Reino Testigos de Jehová
- Iglesia Evangélica Cristiana
- Iglesia Plenitud

### Museos
- Museo Comunal del Recuerdo

### Salud
- Clínica Empalme S.R.L
- SAMCo
- SIES 107

### Servicios públicos
- Cooperativa de Provisión de Obras y Servicios Públicos
- Comuna de Empalme Villa Constitución

## Parajes y lugares de interés
- Pileta del Club Atlético Empalme.
- El Punto Disco.
- Plaza de Barrio Centro.
- Plaza Parque Sur.
- Escenario de avenida San Martín.
- Pileta del Club Atlético Empalme Central

## Figuras deportivas
- Abel Balbo (exfutbolista y entrenador): se inició en Club Atlético Empalme. Jugó en Newell's, River Plate, Udinese, Roma, Parma, Fiorentina y Boca Juniors. También integró la Selección Argentina en la Copa América 1989, Copa América 1995, Mundial 1990, Mundial 1994 y Mundial 1998.
- Alfredo Jesús Berti (exfutbolista y entrenador): se inició en Club Atlético Empalme. Jugó en Newell's, Atlas, América de Cali y Boca Juniors. Como entrenador dirigió a Newell's, Aldosivi,Independiente Rivadavia, Argentinos Juniors, Belgrano y Central Córdoba. Actualmente dirige a Sportivo Luqueño de la primera división de Paraguay.
- Ariel Graziani (exfutbolista): se inició en Club Atlético Empalme. Jugó en Newell's, Sport Boys, Ciclista Lima , Aucas, Emelec, Veracruz, Morelia, New England Revolution, FC Dallas, San Jose Earthquakes, Barcelona SC, Lanús y Liga de Quito. Además en el año 2010, entrenó al Centro Deportivo Olmedo de Ecuador.
- Ariel Santoro (exfutbolista): Jugó en Rosario Central, Once Caldas, Lanús, Atlético de Rafaela, Argentino de Rosario y Central Córdoba de Rosario.
- Juan Pablo Carrizo (exfutbolista): se inició en Empalme Central. Jugó en River Plate, Lazio, Zaragoza, Catania, Inter de Milán, Monterrey y Cerro Porteño. Actualmente se encuentra sin equipo. También integró la Selección Argentina en la Copa América 2007, Copa América 2011 y en las Eliminatorias para el Mundial 2010.
- Leandro Garate (futbolista): hizo las inferiores en River Plate. Jugó en Tigre, Sandefjord, Club Deportivo Rincón (Rincón de los Sauces), Brown, Arsenal de Sarandi y Barnechea. Actualmente juega en Coquimbo Unido de la Primera B de Chile.